# Гераи
Гире́ите (Гера́ите, Гира́ите; на кримскотатарски: Geraylar или كرايلر; ед. ч.
Geray, كراى) – династия начело на Кримското ханство от началото на XV век до присъдиняването му към Руската империя през 1783 г. по време на управлението на Екатерина Велика.
Основател на управляващата династия бил Хаджи I Гирей, който се сдобил с независимостта на Крим, извоювайки я от Златната орда.
По време на обсадата на Видин Чингиз Гирай потеглил на помощ на Осман Пазвантоглу, но студовете задържали войската му в Крайова. Сключен бил съюз между двамата османски васали и предводители от Долнодунавската равнина.

Ето какво предава Софроний Врачански за този стратегически съюз целящ да свали от трона османската династия: 
| „ | Той ... сбираше войска от турци и християни. След това отиде във Видин и не знам що си хортуваха с Пазванджията, но излезе дума, че са се наговорили Чингиз Гирай да стане цар, а Пазванджията – везир (по-точно велик везир). За това или за друго, но пак се подигна войска срещу Видин. | “ |

Селим III заповядал нов поход срещу Видин през август 1800 г.